# Gualtiero Isacchi

Wappen von Gualtiero Isacchi

Gualtiero Federico Isacchi (* 7. September 1970 in Lecco) ist ein italienischer Geistlicher und römisch-katholischer Erzbischof von Monreale.

## Leben
Gualtiero Isacchi besuchte zunächst das Knabenseminar des Erzbistums Mailand und anschließend das Diözesanseminar in Albano Laziale. Er studierte ab 1990 am internationalen philosophisch-theologischen Seminar in Rom und schloss sein Theologiestudium an der Päpstlichen Lateranuniversität ab. Am 7. Dezember 1994 empfing er von Bischof Dante Bernini das Sakrament der Priesterweihe für das Bistum Albano.
Neben verschiedenen Aufgaben in der Pfarrseelsorge war er von 1997 bis 2006 Leiter des diözesanen Gebetszentrums und des Jugendseelsorgeamtes. Von 1998 bis 2000 war er zudem Verantwortlicher für die Berufungspastoral. Ab 2003 gehörte er dem Priesterrat und ab 2004 dem Diözesanpastoralrat des Bistums Albano an. Er leitete von 2004 bis 2006 das bischöfliche Seminar und von 2005 bis 2006 kommissarisch das Diözesanamt für die soziale Kommunikation. Ab 2006 war er Bischofsvikar für Seelsorgekoordination und ab 2010 zusätzlich Diözesanökonom.
Papst Franziskus ernannte ihn am 28. April 2022 zum Erzbischof von Monreale. Der frühere Bischof von Albano, Kurienkardinal Marcello Semeraro, spendete ihm am 31. Juli desselben Jahres in der Kathedrale von Monreale die Bischofsweihe. Mitkonsekratoren waren sein Vorgänger Michele Pennisi und der Bischof von Albano, Vincenzo Viva.